# John D'Amato
John D'Amato, detto Johnny Boy (New York, 13 giugno 1940 – New York, 6 gennaio 1992), è stato un mafioso statunitense e boss reggente della famiglia DeCavalcante del New Jersey tra il 1990 e il 1992.
Membro di spicco della famiglia, D'Amato fu nominato al vertice dell'organizzazione da Giovanni Riggi, su pressione del boss della famiglia Gambino, John Gotti. Nel gennaio del 1992, D'Amato fu assassinato a Brooklyn dopo che erano emersi sospetti sulla sua presunta omosessualità, ritenuta inaccettabile all'interno dei codici mafiosi.

## Carriera criminale
D'Amato era un mafioso di lungo corso con una fedina penale che risaliva al 1963, anno in cui fu arrestato per gioco d'azzardo illegale. Nel 1971 fu condannato per furto con scasso e nel 1984 per falsificazione. Era sposato con Theresa D'Amato.
Negli anni ’80, Giovanni "John the Eagle" Riggi lo promosse al grado di caporegime. In quel ruolo, D'Amato si immerse profondamente nelle attività illecite legate al racket sindacale e al settore edilizio, collaborando con figure di spicco della malavita del New Jersey come Gioacchino "Jake" Amari e Girolamo "Jimmy" Palermo. Appartenente alla potente fazione di Elizabeth della famiglia DeCavalcante, D’Amato fu presto coinvolto anche in operazioni di gioco d’azzardo e prestiti a usura insieme ai vertici Charles "Big Ears" Majuri e Gaetano "Corky" Vastola.
Quando, alla fine del 1989, il boss storico Giovanni Riggi fu incriminato per racket sindacale ed estorsione, Vastola assunse la guida operativa della famiglia in attesa del processo. In quel periodo, il boss della famiglia Gambino, John Gotti, tentò di espandere il proprio controllo sulla malavita del New Jersey contattando alcuni membri chiave dei DeCavalcante. Tra questi c’era proprio D’Amato, che secondo le indagini avrebbe cospirato con Gotti e il suo vice Salvatore "Sammy the Bull" Gravano per assassinare Vastola. Il piano fu però bloccato dal rifiuto dei vertici della famiglia Genovese di autorizzare l’omicidio. D’Amato era una presenza fissa ogni martedì al Ravenite Social Club di Gotti, sulla Mulberry Street, e fu uno dei tre esponenti dei DeCavalcante invitati al matrimonio di John Gotti Jr. all’hotel Helmsley Palace, il 21 aprile 1990.
Dopo la condanna di Riggi nel 1990 a 15 anni di carcere, Vastola continuò a gestire la famiglia fino alla sua stessa condanna per gravi reati di estorsione, che gli costarono una pena di otto anni. Fu allora che Riggi, seppur detenuto, designò D’Amato come nuovo boss reggente della famiglia DeCavalcante.

## Morte
Nel 1991, a seguito di una lite, la fidanzata di John D'Amato, Kelly, rivelò ad Anthony Rotondo che D'Amato era bisessuale attivo. Raccontò in dettaglio di incontri sessuali scambisti che il boss aveva avuto in alcuni club di Manhattan con uomini e donne. Rotondo trasmise l’informazione al sottocapo Gioacchino "Jake" Amari e al consigliere Stefano “Steve” Vitabile. Oltre alle accuse sulla sua sessualità, D’Amato fu anche sospettato di appropriazione indebita e di aver usurpato poteri all’interno della famiglia. In molti ritenevano che fosse manovrato dal boss della famiglia Gambino, John Gotti. Durante una riunione nel novembre del 1991, Vitabile approvò l’eliminazione di D’Amato e suggerì anche dove e come sbarazzarsi del corpo.
Come dichiarò Anthony Capo in tribunale nel 2003:
Nessuno ci rispetterà se abbiamo un boss omosessuale che si siede al tavolo a parlare degli affari di Cosa Nostra.
La condanna a morte fu decisa da Capo, Vincent “Vinny Ocean” Palermo e James Gallo. In violazione delle regole di Cosa Nostra, l’omicidio di un boss di famiglia fu pianificato senza il permesso della Commissione mafiosa di New York.
D’Amato fu ucciso poco dopo essere tornato a New York dalla Florida, dove si era rifugiato per un periodo. Il 6 gennaio 1992, nel primo pomeriggio, Capo e Victor DiChiara lo prelevarono con una Lincoln bianca a un isolato dalla casa della fidanzata, con la scusa di andare a pranzo. Mentre D’Amato era seduto sul sedile posteriore, Capo si voltò e gli sparò due colpi. D’Amato, ferito, avrebbe sussurrato “Oh, no”, prima che Capo gli sparasse altre due volte, uccidendolo. Aveva 51 anni.
Il corpo fu portato a casa del capodecina Rudy “Tootsie” Ferrone, a Mill Basin, Brooklyn, dove Ferrone e Vinny Palermo erano in attesa. Nelle tasche di D’Amato furono trovati 8.000 dollari in contanti e il biglietto da visita di un agente dell’FBI. Il cadavere fu avvolto in un telo di plastica, caricato su una Cadillac nera di proprietà di Ferrone e trasportato da lui e Palermo fino a una fattoria a Newburgh, New York, di proprietà del soldato Philip “The Undertaker” LaMella. Lì fu fatto sparire. Il corpo non fu mai ritrovato.
Quando fu informato dell’esecuzione mentre era in carcere, Giovanni Riggi nominò Jake Amari nuovo boss reggente della famiglia. Poco dopo l’omicidio, il fratello di John D’Amato, Frank, fu rilasciato dal carcere. Temendo una vendetta, i vertici della famiglia DeCavalcante votarono per autorizzare Capo a eliminare anche lui. Vitabile gli ordinò di agire alla prima occasione utile. Tuttavia, l’omicidio di Frank D’Amato non fu mai portato a termine.

## Conseguenze
Nel 2003, i capi Philip "Phil" Abramo, Giuseppe "Pino" Schifilliti e il presunto consigliere Stefano Vitabile furono incriminati per aver orchestrato numerosi crimini, tra cui l’omicidio di John D’Amato. I collaboratori di giustizia Vincent "Vinny Ocean" Palermo, Anthony Capo e Anthony Rotondo, tutti coinvolti nella cospirazione per l’omicidio, testimoniarono in tribunale contro i loro ex complici, contribuendo a ricostruire il delitto.
Nel 2006, Abramo, Schifilliti e Vitabile furono riconosciuti colpevoli e condannati all’ergastolo.